# コペトダグ地震
コペトダグ地震（コペトダグじしん、英: Koppeh Dagh earthquake）は、イランのコペトダグ地域で1929年5月1日の15:37 UTCに発生した地震である。この地震により、トルクメニスタンとイランの国境に沿って3,800人の死傷者を出した。

## 被害
震源域内では、3,250人が死亡した。ボジュヌールドを含む地域内の88の村が破壊されたり、被害を受けた。1929年7月におきたものも含め、その後4年間にわたり余震が続き、1933年に最後の余震が終わるまでに、さらに数人が死亡している。トルクメニスタンのアシガバードなど、57の地点から死傷者を含む被害の報告があった。
地表断層がバガン＝ゲルマブ断層に沿って50 kilometers (31 mi)にわたり生じた。